# Vladimir Moshkov
Vladimir Moshkov (Moscou - Astrakhan) foi um pintor, desenhista, litógrafo. Nasceu em Moscou, filho de um comerciante chamado Ivan Moshkov (1792). 

## Biografia
Estudou pintura de batalha sob Mikhail Ivanov na Academia Imperial de Belas Artes (1801-1812). Premiado com uma medalha de prata menores em 1809, medalha de prata grande em 1810, medalha de ouro menores em 1811 e uma medalha de ouro e grande o título de artista de classe em 1812. Acadêmico (1815). 
Viajou para o Cáucaso em 1816 e acompanhou a missão diplomática russa para a Pérsia (1817-1818). Esboçado cenas de batalha durante a Guerra Russo-Persa (1826-1828) e da Guerra Russo-Turca (1828-1829). Litografado muitas de suas pinturas própria batalha em 1830, que também foram litografada por artistas franceses em Paris e publicado como Batalhas da Campanha Glorioso do Conde Paskiewicz de Erivan, na Ásia Menor em 1828 - 1829, em São Petersburgo (1837). 
Trabalhou para o serviço aduaneiro em Astrakhan, onde morreu com a idade de 47 anos em 1839.